# Palác Adria (Liberec)
Palác Adria v Liberci je polyfunkční obytná budova postavená ve stylu klasicizujícího akademismu. Nachází se na nároží ulic Rumunské a Boženy Němcové v V. liberecké části Kristiánov a tvoří hranici se IV. městskou částí Perštýn. Na protější straně v ulici Boženy Němcové sousedí s palácem Syner a Bergerovým domem. Od roku 1958 je palác Adria zapsán v seznamu kulturních památek.

## Historie

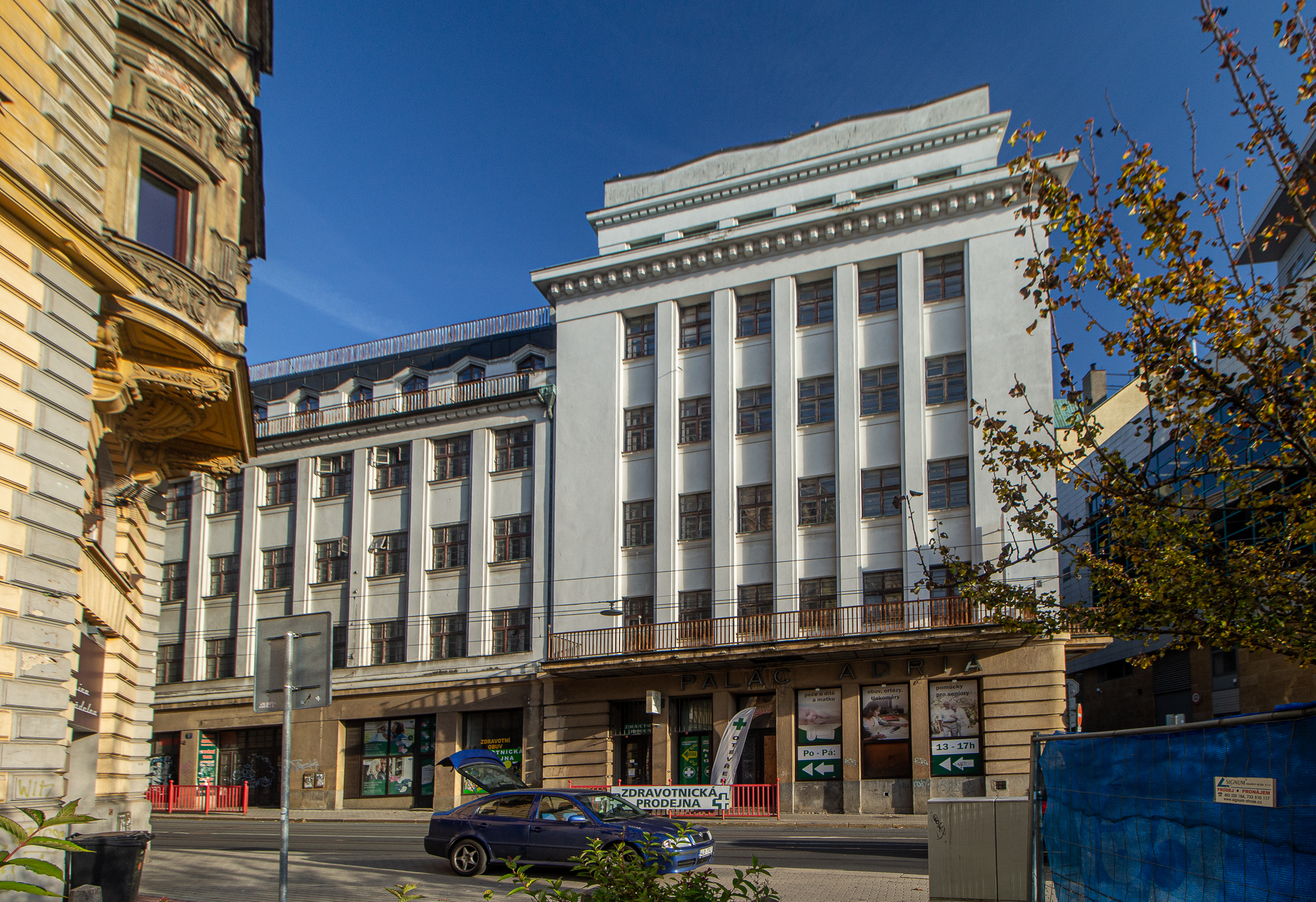
Palác Adria

V roce 1921 odkoupila italská pojišťovna Riunione Adriatica di Sicurtà z Terstu původní patrový dům, který kolem roku 1880 nechal postavit penzionovaný lékař Christof Stener. Pojišťovna tak získala urbanisticky velmi cenné nároží, které hodlala využít k postavení obytného paláce s biografem v suterénu. Technicky náročné stavby podle projektu architekta Maxe Kühna se zhostila roku 1927 liberecká firma E. A. Stroner. Ještě před výstavbou šestipatrového kubu paláce byl o jedno patro zvýšen sousední dům v ulici Boženy Němcové, který byl následně s palácem provozně propojen.
Původní kino Adria, zabírající dvě suterénní patra a mající vchod přímo z nároží, bylo po roce 1945 přejmenováno na kino Moskva. Roku 1964 došlo k celkové renovaci elektroinstalace a snížení stropu v přední části o 3 metry, čímž se zlepšila akustika sálu. Po další rozsáhlé rekonstrukci v letech 1980–1991 dosáhla kapacita kina 108 míst v přízemí a 55 na balkóně. Bývalé Malé kino se změnilo na videoklub pro 60 diváků. V současné době se ani jeden ze sálů nevyužívá soustavně.